# Aiguat de 1940
L'aiguat de 1940 est un épisode méditerranéen qui a eu lieu en octobre 1940 sur les reliefs de l'est des Pyrénées et a entraîné des inondations dévastatrices dans les départements français des Pyrénées-Orientales et de l'Aude ainsi que dans la Catalogne espagnole.

« Quan arriba l'aiguat, hi ha pas res de salvat (quand arrive l'aiguat, rien n'est sauvé). »

## Étymologie
Le mot catalan aiguat (prononcé « aïgouate ») a été retenu en français pour désigner cet événement.

## Présentation
L'épisode pluvieux, sur les Pyrénées-Orientales, s'étend du 16 au 20 octobre 1940. Malgré la désorganisation des services de météorologie due à la guerre, il est relevé 840 mm de pluie le 17 octobre, ce qui est officiellement considéré comme le record d'Europe de précipitations en 24 heures, alors que le pluviomètre a débordé plusieurs fois ; la valeur de 1 000 mm semblerait cohérente avec la réalité. Guillaume Julia, un instituteur de Saint-Laurent-de-Cerdans, relève 1 930 mm sur les cinq jours, dont 1 000 mm pour le seul 17 octobre.
Le bilan humain est d'environ 50 morts dans les Pyrénées-Orientales (essentiellement dans la vallée du Tech, à Amélie-les-Bains) et plus de 300 en Catalogne. L'événement a conduit à l'évacuation puis à la fermeture du camp d'internement de Saint-Cyprien. Les étrangers qui y étaient alors internés (principalement Juifs des pays d'Europe centrale et d'Allemagne) ont été transférés à Gurs.

## Conséquence

### Conséquence dans la vallée du Tech

#### Conséquence à Prats-de-Mollo

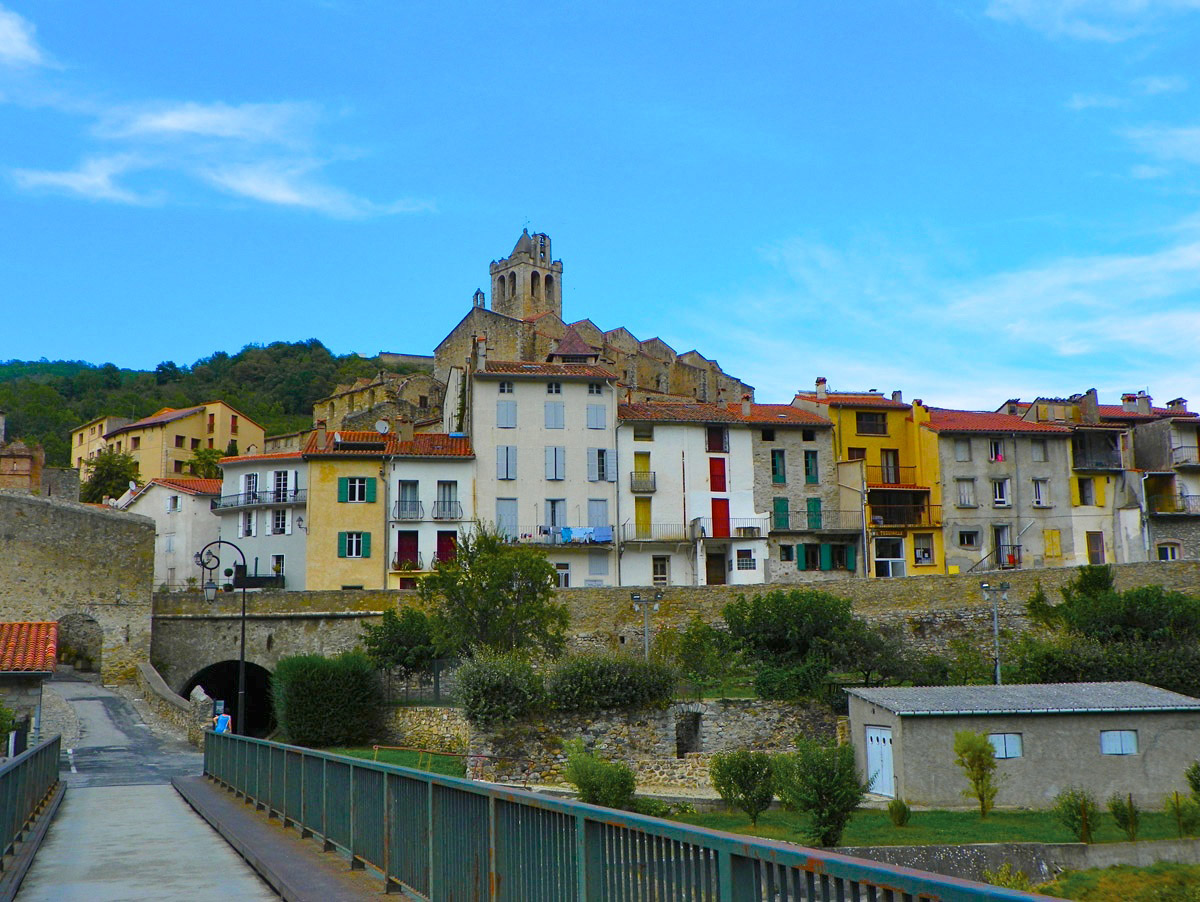
Vue de Prats de Mollo après l’Aiguat. Le pont devant est celui reconstruit après la destruction du premier.

Prats-de-Mollo-la-Preste fut amputé de plusieurs fontaines. L’aiguat dévasta une partie de Prats et de sa vallée, emportant notamment le pont d’Espagne et plusieurs établissements. La catastrophe provoqua une réorientation de l’économie locale vers le tourisme et le thermalisme,,.

#### Conséquence au Tech

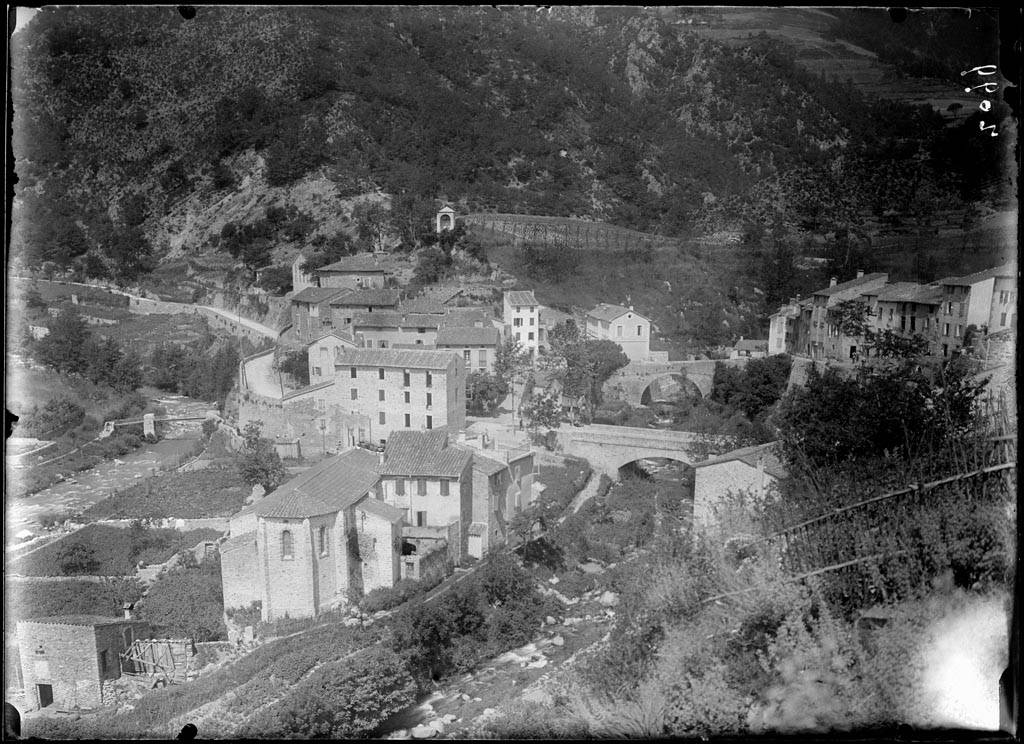
Vue du Tech avant l’Aiguat. On peut y voir l’église et plusieurs bâtiments aujourd’hui détruits.

Le village du Tech se voit semblablement atteint. L’église Notre-Dame-de-l'Assomption est emportée par le courant, provoquant sa reconstruction en hauteur dans le village.

#### Conséquence à Arles sur Tech
À Arles-sur-Tech, la nouvelle usine du Groupe Cémoi est détruite par les flots, provoquant le déménagement de l’entreprise à Perpignan. Un débit de 4 600 m3/s est recensé dans la commune.La ville d’Arles Sur Tech réalisa un document numérique illustrant l’aiguat via des photos d’époque.

#### Conséquence à Amélie-les-Bains
Ainsi, Amélie-les-Bains se retrouve en ruine avec sa gare et son casino qui se retrouvent emportés jusqu’à Brouilla. Amélie-les-Bains est amputée de 23 de ses habitants, soit presque la moitié des morts côté français,.

#### Autres conséquences
Au Boulou, on recense un débit de 3 500 m3/s. Le camp de Saint-Cyprien est détruit, entraînant sa fermeture et l’évacuation de ses prisonniers, notamment vers les camp de Gurs et d’Argelès-sur-Mer, car moins touché par les inondations. Il y eut cependant deux victimes, deux femmes espagnoles. Le pont ferroviaire sur le Tech entre Elne et Palau-del-Vidre fut détruit. L'ancien pont de Can Bia se retrouve également détruit par la catastrophe.

### Conséquence dans la vallée de la Têt

#### Conséquences à Vernet les bains
La ville de Vernet-les-Bains est également impactée : pas moins de 71 pavillons et cinq hôtels furent détruits lors de l’inondation. Le 17 octobre, on comptait déjà 58 immeubles anéantis. L’établissement thermal de la ville est inondé, l'hôtel du parc et les villas sont balayés par l’eau. Seuls, le casino de Vernet-les-Bains et l’hôtel du Portugal sont des témoins du passé thermal de la ville,.

#### Autres conséquences
La Basse fit une crue avec un débit de 3 600 m3/s, de même pour la Têt loin de son débit habituel de 11 m3/s. Le niveau de l’eau passa de 1 m à 5,6 m au niveau du pont Joffre.